# Върбан Килифарски
Върбан Стоянов Килифарски, с псевдоним Гошо, е български революционер, анархист, кукушки войвода на Вътрешната македоно-одринска революционна организация.

## Биография
Килифарски е роден в 1879 година в разградското село Хърсово. Брат му Александър Килифарски след Хуриета е учител в Пътеле. Учи в гимназия в Разград, но не я завършва. Михаил Герджиков го привлича във ВМОРО през 1896 година. Гоце Делчев го взема за четник и се повлиява от анархизма му, като през този период по негов съвет започва да организира отвличания срещу откуп. В акциите участва и Килифарски, като впоследствие Делчев го изпраща като кукушки войвода. Негов четник по това време е Трайко Гьотов.
Килифарски напуска ВМОРО, установява се в София и в 1907 година започва да издава първия български анархистичен вестник „Свободно общество“, по-късно в 1910 - 1911 година издава „Безвластие“ заедно с Михаил Герджиков. В 1912 година заминава за Париж, Франция, където се присъединява към първата трудово-анархистична школа „Кошера" на Себастиан Фор. През 1914 г. се завръща в България, където без успех се опитва да направи покушение срещу цар Фердинанд, скрит в парка на Евксиноград. Между 1915 и 1920 година е в Италия, където развива анархистична и антимилитаристична пропаганда.
В 1920 година се установява в чифлика на баща си в местността Текето край село Ашиклар, където умира.